# Comuna Kneahînîci, Rohatîn
Kneahînîci (în ucraineană Княгиничі) este o comună în raionul Rohatîn, regiunea Ivano-Frankivsk, Ucraina, formată din satele Kneahînîci (reședința) și Zahirea.

## Demografie
Componența lingvistică a comunei Kneahînîci
     Ucraineană (99,78%)
     Alte limbi (0,22%)
Conform recensământului din 2001, majoritatea populației comunei Kneahînîci era vorbitoare de ucraineană (99,78%), existând în minoritate și vorbitori de alte limbi.